# Provincia Phuket
Phuket (în thailandeză ภูเก็ต) este o provincie (changwat) din Thailanda. Situată în regiunea de Sud, provincia Phuket are în componența sa 3 districte (amphoe), 17 de sub-districte (tambon) și 103 de sate (muban). 
Cu o populație de 327.908 de locuitori și o suprafață totală de 543,0 km2, Phuket este a 66-a provincie din Thailanda ca mărime după numărul populației și a 75-a după mărimea suprafeței.